# Großer Preis von Aserbaidschan 2021
Der Große Preis von Aserbaidschan 2021 (offiziell Formula 1 Azerbaijan Grand Prix 2021) fand am 6. Juni auf dem Baku City Circuit in Baku statt und war das sechste Rennen der Formel-1-Weltmeisterschaft 2021.

## Berichte

### Hintergründe
Der Große Preis von Aserbaidschan war nach ursprünglicher Planung das siebte Rennen der Formel-1-Weltmeisterschaft 2021. Aufgrund von Einreisebeschränkungen infolge der COVID-19-Pandemie wurde der ursprünglich als Saisonauftakt vorgesehene Große Preis von Australien auf November verschoben, womit der Große Preis von Aserbaidschan an die sechste Stelle im Rennkalender vorrückte; das Datum am 6. Juni wurde dabei allerdings beibehalten.
Nach dem Großen Preis von Monaco führte Max Verstappen in der Fahrerwertung mit vier Punkten vor Lewis Hamilton und mit 49 Punkten vor Lando Norris. In der Konstrukteurswertung führte Red Bull Racing mit einem Punkt vor Mercedes und mit 69 Punkten vor McLaren.
Beim Großen Preis von Aserbaidschan stellte Pirelli den Fahrern die Reifenmischungen P Zero Hard (weiß, Mischung C3), P Zero Medium (gelb, C4) und P Zero Soft (rot, C5), sowie für nasse Bedingungen Cinturato Intermediates (grün) und Cinturato Full-Wets (blau) zur Verfügung.
Hamilton, George Russell (jeweils sechs), Norris, Sebastian Vettel (jeweils fünf), Sergio Pérez, Kimi Räikkönen, Lance Stroll (jeweils vier), Antonio Giovinazzi, Charles Leclerc (jeweils drei), Nikita Masepin (zwei), Pierre Gasly, Esteban Ocon, Daniel Ricciardo, Carlos Sainz jr. und Yuki Tsunoda (jeweils einer) gingen mit Strafpunkten ins Rennwochenende.
Mit Ricciardo, Hamilton und Valtteri Bottas (jeweils einmal) traten alle bisherigen Sieger des Großen Preises von Aserbaidschan zu diesem Grand Prix an.
Als Rennkommissare für dieses Rennwochenende fungierten Gerd Ennser (DEU), Achim Loth (DEU), Enrique Bernoldi (BRA) und Anar Shukurov (AZE).

### Training
Im ersten freien Training war Verstappen mit einer Rundenzeit von 1:43,184 Minuten Schnellster vor Leclerc und Sainz jr.
Im zweiten freien Training war Pérez mit einer 1:42,115 Minuten Schnellster vor seinem Teamkollegen Verstappen. Dritter wurde Sainz jr.
Im dritten freien Training fuhr diesmal Gasly mit 1:42,251 Minuten die Bestzeit. Hinter ihm waren Pérez und Hamilton.

### Qualifying
Das Qualifying bestand aus drei Teilen mit einer Nettolaufzeit von 45 Minuten. Im ersten Qualifying-Segment (Q1) hatten die Fahrer 18 Minuten Zeit, um sich für das Rennen zu qualifizieren. Alle Fahrer, die im ersten Abschnitt eine Zeit erzielten, die maximal 107 Prozent der schnellsten Rundenzeit betrug, qualifizierten sich für den Grand Prix. Die besten 15 Fahrer erreichten den nächsten Teil. Verstappen war Schnellster. Giovinazzi, Lance Stroll, die beiden Haas und Nicholas Latifi schieden aus.
Der zweite Abschnitt (Q2) dauerte 15 Minuten. Die schnellsten zehn Piloten qualifizierten sich für den dritten Teil des Qualifyings und mussten mit den hier verwendeten Reifen das Rennen starten, alle anderen hatten freie Reifenwahl für den Rennstart. Verstappen war erneut Schnellster. Russell, Räikkönen, Ricciardo, Ocon und Vettel schieden aus.
Der letzte Abschnitt (Q3) ging über eine Zeit von zwölf Minuten, in denen die ersten zehn Startpositionen vergeben wurden. Leclers fuhr mit einer Rundenzeit von 1:41,218 Minuten die Bestzeit vor Hamilton und Verstappen. Kurz vor Ende der Session verursachte Leclerc durch einen Unfall die rote Flagge. Für Leclerc war es die neunte Pole-Position in der Formel-1-Weltmeisterschaft.
Norris wurde um drei Positionen nach hinter versetzt, da er in Q1 eine rote Flagge missachtete.

### Rennen
Vor dem Start des Rennens wurde eine Schweigeminute zum Gedenken an den verstorbenen ehemaligen FIA-Chef Max Mosley und den langjährigen McLaren-Aktionär Mansour Ojjeh eingelegt.
Der Start brachte nicht viele Überholmanöver, da Leclerc den ersten Platz vor Hamilton und Verstappen behielt. Die wichtigste Änderung in der Reihenfolge war, dass Pérez Sainz jr. und Gasly überholte und vom sechsten auf den vierten Platz vorrückte. Dahinter kletterte Fernando Alonso auf den siebten Platz und Vettel auf den neunten Platz, nachdem sie von den Plätzen acht bzw. elf gestartet waren.
Am Ende der dritten Runde überholte Hamilton Leclerc auf der Start-Ziel-Geraden und übernahm die Führung. Die Top Ten waren nun Hamilton, Leclerc, Verstappen, Pérez, Gasly, Sainz jr., Alonso, Tsunoda, Vettel und Bottas. Ocon schied am Ende der dritten Runde wegen eines Turboladerschadens aus. Drei Runden später überholte Verstappen Leclerc und belegte den zweiten Platz. Pérez überholte Leclerc in der folgenden Runde ebenfalls und verwies Leclerc auf den vierten Platz.
In der achten Runde machte Alonso als erster Fahrer einen Boxenstopp, um frische Reifen zu holen, und Leclerc folgte eine Runde später. In Runde elf verbremste sich Sainz jr. in der Schikane von Kurve 8 und fiel vom 6. auf den 15. Platz zurück. Hamilton war der erste Fahrer aus den Top Drei, der einen Boxenstopp einlegte. Bei einem ansonsten sauberen Stopp verzögerte sich sein Verlassen der Boxengasse, weil Gasly hinter ihm in die Boxengasse fuhr, was ihn etwa zwei Sekunden kostete. In der folgenden Runde machte Verstappen seinen Stopp und Pérez übernahm vorübergehend die Führung. Pérez stoppte die Runde danach, aber die Radpistole des Mechanikers hinten rechts versagte. Nach den Stopps überholten beide Red Bull dann Hamilton und dieser fiel auf den vierten Platz zurück, wobei Vettel, der noch keinen Boxenstopp eingelegt hatte, vorübergehend in Führung lag. Vettel blieb weitere vier Runden draußen und behielt seine Geschwindigkeit bei, bevor er schließlich in die Boxengasse kam und die Box als Siebter verließ.
In Runde 30 erlitt Stroll, der als einziger Fahrer das Rennen mit der härtesten Reifenmischung startete und noch keinen Boxenstopp eingelegt hatte, beim Verlassen von Kurve 20 auf der Hauptgeraden einen Defekt am linken Hinterreifen, was dazu führte, dass er die Kontrolle verlor und gegen die linken Leitplanken prallte, was zu seinem Ausfall und dem Einsatz des Safety-Cars für einige Runden führte. Strolls angeschlagenes Auto war in der Einfahrt zur Boxengasse gelandet und die Boxengasse war bis zur Räumung gesperrt. Als die Boxengasse geöffnet wurde, war das Feld hinter dem Safety-Car zusammengeführt worden und keiner der Spitzenreiter entschied sich für einen Boxenstopp. Die einzigen, die während der Safety-Car-Phase einen neuen Reifensatz bekamen, waren Alonso, Giovinazzi, Russell und Masepin.
Die Safety-Car-Phase endete nach vier Runden und mit Beginn der 36. Runde wurde das normale Rennen wieder aufgenommen. Die ersten drei blieben unverändert, wobei Vettel bei der Wiederaufnahme des Rennens Leclerc für den fünften Platz überholte. Am Ende der Runde überholte Vettel Gasly und kletterte auf den vierten Platz. Die Reihenfolge der ersten fünf blieb für die nächsten acht Runden gleich, wobei Hamilton nicht mit Pérez mithalten konnte.
In der 43. Runde erlitt Verstappen auf der Hauptgeraden einen Defekt am linken Hinterreifen, was dazu führte, dass er sich drehte, gegen die Leitplanken prallte und etwa 50 m vor der Ziellinie stehen blieb. Infolgedessen schied er aus dem Rennen aus und das Safety-Car kam ein zweites Mal zum Einsatz. Der Rennleiter Michael Masi befahl den Autos, durch die Boxengasse zu fahren, um die Unfallstelle zu umgehen. Williams’ Latifi wurde von seinem Ingenieur angewiesen, „draußen zu bleiben“, was er als Anweisung interpretierte, die Boxengasse nicht zu betreten. Tatsächlich mussten die Autos durch die Boxengasse fahren, und „draußen bleiben“ war lediglich eine Anweisung gewesen, dabei nicht anzuhalten, um Reifen zu holen. Dieses Versäumnis, den Anweisungen des Rennleiters Folge zu leisten, kostete ihn nach dem Rennen eine Strafe von 30 Sekunden zu seiner Rennzeit hinzugerechnet, die in eine Zehn-Sekunden-Stop-and-Go-Strafe umgewandelt wurde. Während der Safety-Car-Phase wurden zwischen Masi und den Teams zahlreiche Nachrichten ausgetauscht, Paul James von McLaren beschwerte sich darüber, dass Tsunoda bei den ersten Doppel-Gelb-Flaggen nicht ausreichend langsamer geworden sei, worauf Masi antwortete, dass keiner der Fahrer ausreichend langsamer geworden sei und dass alle nach dem Rennen untersucht werden. Christian Horner von Red Bull Racing teilte Masi mit, dass Verstappens Reifen ohne Vorwarnung explodiert sei, und schlug vor, das Rennen mit der roten Flagge abzubrechen, damit alle Fahrer auf frische Reifen wechseln könnten, um einen weiteren Ausfall abzumildern. Dieser Bitte entsprach Masi dann, so dass das Rennen unterbrochen wurde.
Nach einer Unterbrechung von 34 Minuten wurde das Rennen in der 50. Runde mit einem stehenden Start unter Verwendung der Rennreihenfolge zum Zeitpunkt der Rennunterbrechung neu gestartet. Pérez hatte einen langsamen Start von der Spitze und Hamilton versuchte, in Kurve 1 innen zu überholen, hatte jedoch versehentlich den falschen Bremsmodus ausgewählt und konnte nicht ausreichend bremsen, was dazu führte, dass seine Reifen bei hoher Geschwindigkeit blockierten und er in die Auslaufzone gezwungen wurde. Hamilton fiel dadurch auf den letzten Platz zurück. Vorne kam es zu einem Kampf zwischen Gasly und Leclerc, wobei Ersterer sich durchsetzte, nachdem er in der vorletzten Runde auf der Hauptgeraden zweimal die Positionen getauscht hatte. Pérez führte das Rennen dann bis zum Ende vor Vettel und Gasly an, wobei Leclerc, Norris, Alonso, Tsunoda, Sainz jr., Ricciardo und Räikkönen die Top Ten komplettierten. Mick Schumacher war beim Neustart von seinem Teamkollegen Masepin überholt worden, eroberte aber kurz vor dem Überqueren der Ziellinie seine Position zurück und beendete das Rennen als 13. Es war der zweite Sieg für Pérez in der Formel-1-Weltmeisterschaft, davon der erste für Red Bull Racing. Vettel erzielte seine erste Podiumsplatzierung für Aston Martin. Verstappen fuhr die schnellste Rennrunde, beendete das Rennen jedoch nicht, weswegen er keinen zusätzlichen Punkt dafür erhielt. Es war zudem das erste Mal seit dem Großen Preis von Österreich 2018, dass keiner der beiden Mercedes-Piloten Punkte erzielte, sowie das erste Mal seit dem Großen Preis der USA 2012, dass beide Mercedes-Piloten außerhalb der Punkteränge ins Ziel kamen.
In der Fahrerwertung behielt Verstappen die Führung vor Hamilton, Pérez war nun Dritter. In der Konstrukteurswertung baute Red Bull Racing die Führung vor Mercedes aus, Ferrari übernahm den dritten Platz von McLaren.

## Meldeliste
| Team                            | Nr. | Fahrer             | Chassis                           | Motor                             | Reifen |
| ------------------------------- | --- | ------------------ | --------------------------------- | --------------------------------- | ------ |
| Mercedes-AMG Petronas F1 Team   | 44  | Lewis Hamilton     | Mercedes-AMG F1 W12 E Performance | Mercedes-AMG F1 M12 E Performance | P      |
| Mercedes-AMG Petronas F1 Team   | 77  | Valtteri Bottas    | Mercedes-AMG F1 W12 E Performance | Mercedes-AMG F1 M12 E Performance | P      |
| Red Bull Racing Honda           | 33  | Max Verstappen     | Red Bull Racing RB16B             | Honda RA621H                      | P      |
| Red Bull Racing Honda           | 11  | Sergio Pérez       | Red Bull Racing RB16B             | Honda RA621H                      | P      |
| McLaren F1 Team                 | 03  | Daniel Ricciardo   | McLaren MCL35M                    | Mercedes-AMG F1 M12 E Performance | P      |
| McLaren F1 Team                 | 04  | Lando Norris       | McLaren MCL35M                    | Mercedes-AMG F1 M12 E Performance | P      |
| Aston Martin Cognizant F1 Team  | 18  | Lance Stroll       | Aston Martin AMR21                | Mercedes-AMG F1 M12 E Performance | P      |
| Aston Martin Cognizant F1 Team  | 05  | Sebastian Vettel   | Aston Martin AMR21                | Mercedes-AMG F1 M12 E Performance | P      |
| Alpine F1 Team                  | 14  | Fernando Alonso    | Alpine A521                       | Renault E-Tech 20B                | P      |
| Alpine F1 Team                  | 31  | Esteban Ocon       | Alpine A521                       | Renault E-Tech 20B                | P      |
| Scuderia Ferrari Mission Winnow | 16  | Charles Leclerc    | Ferrari SF21                      | Ferrari 065/6                     | P      |
| Scuderia Ferrari Mission Winnow | 55  | Carlos Sainz jr.   | Ferrari SF21                      | Ferrari 065/6                     | P      |
| Scuderia AlphaTauri Honda       | 22  | Yuki Tsunoda       | AlphaTauri AT02                   | Honda RA621H                      | P      |
| Scuderia AlphaTauri Honda       | 10  | Pierre Gasly       | AlphaTauri AT02                   | Honda RA621H                      | P      |
| Alfa Romeo Racing Orlen         | 07  | Kimi Räikkönen     | Alfa Romeo Racing C41             | Ferrari 065/6                     | P      |
| Alfa Romeo Racing Orlen         | 99  | Antonio Giovinazzi | Alfa Romeo Racing C41             | Ferrari 065/6                     | P      |
| Uralkali Haas F1 Team           | 09  | Nikita Masepin     | Haas VF-21                        | Ferrari 065/6                     | P      |
| Uralkali Haas F1 Team           | 47  | Mick Schumacher    | Haas VF-21                        | Ferrari 065/6                     | P      |
| Williams Racing                 | 63  | George Russell     | Williams FW43B                    | Mercedes-AMG F1 M12 E Performance | P      |
| Williams Racing                 | 06  | Nicholas Latifi    | Williams FW43B                    | Mercedes-AMG F1 M12 E Performance | P      |

## Klassifikationen

### Qualifying
| Pos.                                                                      | Fahrer             | Konstrukteur              | Q1         | Q2       | Q3       | Start |
| ------------------------------------------------------------------------- | ------------------ | ------------------------- | ---------- | -------- | -------- | ----- |
| 01                                                                        | Charles Leclerc    | Ferrari                   | 1:42,241   | 1:41,659 | 1:41,218 | 01    |
| 02                                                                        | Lewis Hamilton     | Mercedes                  | 1:41,545   | 1:41,634 | 1:41,450 | 02    |
| 03                                                                        | Max Verstappen     | Red Bull Racing-Honda     | 1:41,760   | 1:41,625 | 1:41,563 | 03    |
| 04                                                                        | Pierre Gasly       | AlphaTauri-Honda          | 1:42,288   | 1:41,932 | 1:41,565 | 04    |
| 05                                                                        | Carlos Sainz jr.   | Ferrari                   | 1:42,121   | 1:41,740 | 1:41,576 | 05    |
| 06                                                                        | Lando Norris       | McLaren-Mercedes          | 1:42,167   | 1:41,813 | 1:41,747 | 09    |
| 07                                                                        | Sergio Pérez       | Red Bull Racing-Honda     | 1:41,968   | 1:41,630 | 1:41,917 | 06    |
| 08                                                                        | Yuki Tsunoda       | AlphaTauri-Honda          | 1:42,521   | 1:41,654 | 1:42,211 | 07    |
| 09                                                                        | Fernando Alonso    | Alpine-Renault            | 1:42,934   | 1:42,195 | 1:42,327 | 08    |
| 10                                                                        | Valtteri Bottas    | Mercedes                  | 1:42,701   | 1:42,106 | 1:42,659 | 10    |
| 11                                                                        | Sebastian Vettel   | Aston Martin-Mercedes     | 1:42,460   | 1:42,224 | –        | 11    |
| 12                                                                        | Esteban Ocon       | Alpine-Renault            | 1:42,426   | 1:42,273 | –        | 12    |
| 13                                                                        | Daniel Ricciardo   | McLaren-Mercedes          | 1:42,304   | 1:42,558 | –        | 13    |
| 14                                                                        | Kimi Räikkönen     | Alfa Romeo Racing-Ferrari | 1:42,923   | 1:42,587 | –        | 14    |
| 15                                                                        | George Russell     | Williams-Mercedes         | 1:42,728   | 1:42,758 | –        | 15    |
| 16                                                                        | Nicholas Latifi    | Williams-Mercedes         | 1:43,128   | –        | –        | 16    |
| 17                                                                        | Mick Schumacher    | Haas-Ferrari              | 1:44,158   | –        | –        | 17    |
| 18                                                                        | Nikita Masepin     | Haas-Ferrari              | 1:44,238   | –        | –        | 18    |
| 107-Prozent-Zeit: 1:48,653 min (bezogen auf Q1-Bestzeit von 1:41.545 min) |                    |                           |            |          |          |       |
| DNQ                                                                       | Lance Stroll       | Aston Martin-Mercedes     | keine Zeit | –        | –        | 19    |
| DNQ                                                                       | Antonio Giovinazzi | Alfa Romeo Racing-Ferrari | keine Zeit | –        | –        | 20    |

Anmerkungen
1. ↑  Norris wurde um drei Startplätze nach hinten versetzt, da er unter roten Flaggen nicht sofort in die Boxengasse zurückkehrte.
2. ↑  Stroll wurde erlaubt zu starten, da er im freien Training ausreichend schnell gefahren war.
3. ↑  Giovinazzi wurde erlaubt zu starten, da er im freien Training ausreichend schnell gefahren war.

### Rennen
| Pos. | Fahrer             | Konstrukteur              | Runden | Stopps | Zeit        | Start | Schnellste Runde |
| ---- | ------------------ | ------------------------- | ------ | ------ | ----------- | ----- | ---------------- |
| 01   | Sergio Pérez       | Red Bull Racing-Honda     | 51     | 3      | 2:13:36,410 | 06    | 1:44,687 (45.)   |
| 02   | Sebastian Vettel   | Aston Martin-Mercedes     | 51     | 3      | + 1,385     | 11    | 1:44,890 (41.)   |
| 03   | Pierre Gasly       | AlphaTauri-Honda          | 51     | 3      | + 2,762     | 04    | 1:45,220 (44.)   |
| 04   | Charles Leclerc    | Ferrari                   | 51     | 3      | + 3,828     | 01    | 1:45,382 (46.)   |
| 05   | Lando Norris       | McLaren-Mercedes          | 51     | 3      | + 4,754     | 09    | 1:45,326 (41.)   |
| 06   | Fernando Alonso    | Alpine-Renault            | 51     | 4      | + 6,382     | 08    | 1:45,624 (42.)   |
| 07   | Yuki Tsunoda       | AlphaTauri-Honda          | 51     | 3      | + 6,624     | 07    | 1:44,939 (46.)   |
| 08   | Carlos Sainz jr.   | Ferrari                   | 51     | 3      | + 7,709     | 05    | 1:45,700 (42.)   |
| 09   | Daniel Ricciardo   | McLaren-Mercedes          | 51     | 3      | + 8,874     | 13    | 1:45,713 (43.)   |
| 10   | Kimi Räikkönen     | Alfa Romeo Racing-Ferrari | 51     | 3      | + 9,576     | 14    | 1:45,601 (43.)   |
| 11   | Antonio Giovinazzi | Alfa Romeo Racing-Ferrari | 51     | 4      | + 10,254    | 20    | 1:45,575 (44.)   |
| 12   | Valtteri Bottas    | Mercedes                  | 51     | 3      | + 11,264    | 10    | 1:45,665 (43.)   |
| 13   | Mick Schumacher    | Haas-Ferrari              | 51     | 5      | + 14,241    | 17    | 1:47,624 (41.)   |
| 14   | Nikita Masepin     | Haas-Ferrari              | 51     | 6      | + 14,315    | 18    | 1:47,747 (40.)   |
| 15   | Lewis Hamilton     | Mercedes                  | 51     | 3      | + 17,668    | 02    | 1:44,769 (43.)   |
| 16   | Nicholas Latifi    | Williams-Mercedes         | 51     | 2      | + 42,379    | 16    | 1:46,608 (42.)   |
| 17   | George Russell     | Williams-Mercedes         | 48     | 4      | DNF         | 15    | 1:45,959 (43.)   |
| 18   | Max Verstappen     | Red Bull Racing-Honda     | 45     | 1      | DNF         | 03    | 1:44,481 (44.)   |
| –    | Lance Stroll       | Aston Martin-Mercedes     | 29     | 0      | DNF         | 19    | 1:46,207 (28.)   |
| –    | Esteban Ocon       | Alpine-Renault            | 3      | 0      | DNF         | 12    | 1:50,850 (02.)   |

Anmerkungen
1. ↑  Latifi erhielt eine 10-Sekunden-Stop-and-Go-Strafe, die nachträglich in eine 30-Sekunden-Strafe umgewandelt wurde, da er während der Safety-Car-Phase nicht, wie angeordnet, durch die Boxengasse fuhr.

## WM-Stände nach dem Rennen
Die ersten zehn des Rennens bekamen 25, 18, 15, 12, 10, 8, 6, 4, 2 bzw. 1 Punkt(e). Zusätzlich hätte es einen Punkt für die schnellste Rennrunde gegeben, wenn der Fahrer unter den ersten Zehn gelandet wäre.

### Fahrerwertung
| Pos. | Fahrer           | Konstrukteur          | Punkte |
| ---- | ---------------- | --------------------- | ------ |
| 01   | Max Verstappen   | Red Bull Racing-Honda | 105    |
| 02   | Lewis Hamilton   | Mercedes              | 101    |
| 03   | Sergio Pérez     | Red Bull Racing-Honda | 69     |
| 04   | Lando Norris     | McLaren-Mercedes      | 66     |
| 05   | Charles Leclerc  | Ferrari               | 52     |
| 06   | Valtteri Bottas  | Mercedes              | 47     |
| 07   | Carlos Sainz jr. | Ferrari               | 42     |
| 08   | Pierre Gasly     | AlphaTauri-Honda      | 31     |
| 09   | Sebastian Vettel | Aston Martin-Mercedes | 28     |
| 10   | Daniel Ricciardo | McLaren-Mercedes      | 26     |

| Pos. | Fahrer             | Konstrukteur              | Punkte |
| ---- | ------------------ | ------------------------- | ------ |
| 11   | Fernando Alonso    | Alpine-Renault            | 13     |
| 12   | Esteban Ocon       | Alpine-Renault            | 12     |
| 13   | Lance Stroll       | Aston Martin-Mercedes     | 9      |
| 14   | Yuki Tsunoda       | AlphaTauri-Honda          | 8      |
| 15   | Kimi Räikkönen     | Alfa Romeo Racing-Ferrari | 1      |
| 16   | Antonio Giovinazzi | Alfa Romeo Racing-Ferrari | 1      |
| 17   | Mick Schumacher    | Haas-Ferrari              | 0      |
| 18   | George Russell     | Williams-Mercedes         | 0      |
| 19   | Nikita Masepin     | Haas-Ferrari              | 0      |
| 20   | Nicholas Latifi    | Williams-Mercedes         | 0      |

### Konstrukteurswertung
| Pos. | Konstrukteur          | Punkte |
| ---- | --------------------- | ------ |
| 1    | Red Bull Racing-Honda | 174    |
| 2    | Mercedes              | 148    |
| 3    | Ferrari               | 94     |
| 4    | McLaren-Mercedes      | 92     |
| 5    | AlphaTauri-Honda      | 39     |

| Pos. | Konstrukteur              | Punkte |
| ---- | ------------------------- | ------ |
| 06   | Aston Martin-Mercedes     | 37     |
| 07   | Alpine-Renault            | 25     |
| 08   | Alfa Romeo Racing-Ferrari | 2      |
| 09   | Haas-Ferrari              | 0      |
| 10   | Williams-Mercedes         | 0      |